# Lochsmeer
Het Lochsmeer is een natuurgebied van ongeveer 10 ha direct ten noordwesten van Melderslo.
Het gebied maakt deel uit van het Lummericksbroek, een laaggelegen en nat gebied. Dit werd eeuwenlang benut als weiland, op de delen na die te nat waren om in cultuur te brengen.
Wellicht werd in de periode 1930 - 1940 in het kader van de werkverschaffing gepoogd het gebied te onwateren, maar pas in 1998, ten gevolge van de ruilverkaveling Melderslo, werd de ontwatering voltooid en werd het Lummericksbroek geschikt voor landbouw. Het Lochsmeer bleef moerassig en werd sindsdien door Staatsbosbeheer beheerd als beschermd natuurgebied.
In 1981 kwam er reeds een bijenstand en in 2008 kwam er een wandelroute langs het gebied.
Tot de plantensoorten in het gebied behoort de kleine egelskop. Van de vogelsoorten kunnen patrijs, koekoek en grauwe vliegenvanger worden genoemd.